# Arlington (Illinois)
Arlington es una villa ubicada en el condado de Bureau en el estado estadounidense de Illinois. En el Censo de 2010 tenía una población de 193 habitantes y una densidad poblacional de 187,7 personas por km².

## Geografía
Arlington se encuentra ubicada en las coordenadas 41°28′18″N 89°14′54″O / 41.47167, -89.24833. Según la Oficina del Censo de los Estados Unidos, Arlington tiene una superficie total de 1.03 km², de la cual 1.03 km² corresponden a tierra firme y (0%) 0 km² es agua.

## Demografía
Según el censo de 2010, había 193 personas residiendo en Arlington. La densidad de población era de 187,7 hab./km². De los 193 habitantes, Arlington estaba compuesto por el 94.3% blancos, el 0% eran afroamericanos, el 0% eran amerindios, el 0% eran asiáticos, el 0% eran isleños del Pacífico, el 3.11% eran de otras razas y el 2.59% pertenecían a dos o más razas. Del total de la población el 3.11% eran hispanos o latinos de cualquier raza.